# Masse de la Lune
Pour un article plus général, voir Lune.

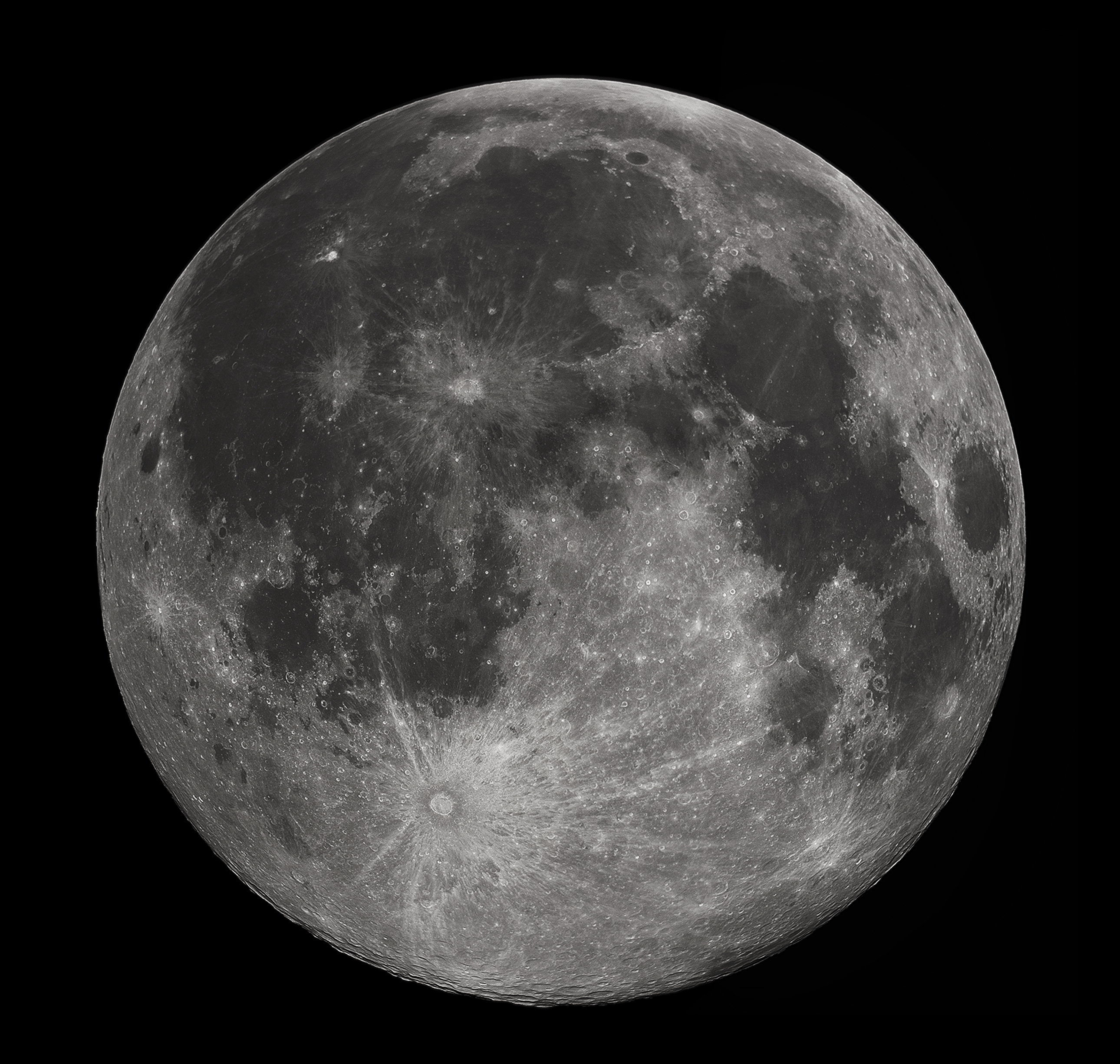
La Lune.

La masse de la Lune est de 7,35 × 1022 kilogrammes, soit 1,23 % (123/10000) de celle de la Terre (5,9722 × 1024 kg). La première estimation de cette masse a eu lieu au XVIIe siècle, lorsque Isaac Newton tenta de déterminer le rapport entre la masse de la Lune et celle du Soleil. Depuis, les techniques s'améliorant, la masse de la Lune est connue avec une très grande précision.

## Contexte
Le rayon et le volume de la Terre comme ceux de la Lune ont été déterminés de façon relativement précise dès la Grèce antique, il y a plus de 2 200 ans. Cependant, la masse et la masse volumique de ces corps n'était elle pas connue, alors que la masse volumique est un élément important pour, entre autres, déterminer la composition interne de ces objets. Il est clair que, avant qu'Isaac Newton n'élabore sa théorie de la gravitation, on n'avait aucune idée de la masse de la Terre ({\displaystyle M_{T}}), de la Lune ({\displaystyle M_{L}}) ou du Soleil ({\displaystyle M_{\odot }}), entre autres[style à revoir][réf. souhaitée]. 
Les choses changèrent avec Newton, lequel parvint à obtenir les premiers rapports de masse entre ces corps. Dans la première édition des Principia, publiée en 1687, il détermine ainsi que la masse du Soleil est 28 700 fois celle de la Terre. Cette valeur peu précise, environ 11,5 fois plus faible que les estimations actuelles (rapport {\displaystyle M_{\odot }/M_{T}} de 330 000), sera significativement réévaluée dans les éditions suivantes : le rapport {\displaystyle M_{\odot }/M_{T}} passe ainsi à 227 512 dans la deuxième édition des Principia (1713), puis à 169 282 dans la troisième édition (1726).

## Détermination par les marées

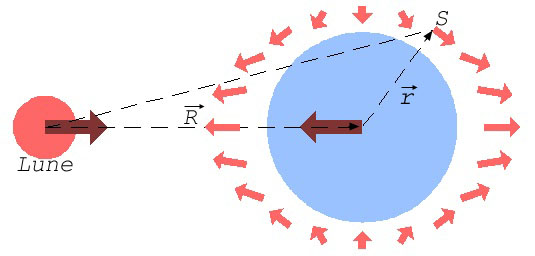
La force de marée induite par la Lune est représentée en rouge en direction et en intensité par les flèches.

Isaac Newton ne détermina pas directement la masse de la Lune, mais chercha à évaluer le rapport entre celle-ci et la masse du Soleil en mesurant les marées. Newton ne fut pas le premier à suggérer que les marées étaient liées à la position et à l'influence de la Lune, mais il fut le premier à faire reposer cette idée sur la base solide de la gravitation. 
Newton remarqua que la force de marée exercée par un corps de masse {\displaystyle M} à une distance {\displaystyle d} est proportionnelle à {\displaystyle M/d^{3}}. Pour un corps de diamètre {\displaystyle D} et de densité {\displaystyle \rho }, cette force est donc proportionnelle à {\displaystyle \rho .D^{3}/d^{3}}. Si le diamètre apparent {\displaystyle \alpha } du corps est suffisamment faible, alors {\displaystyle \alpha \approx D/d} (approximation des petits angles) et donc la force de marée est proportionnelle à {\displaystyle \rho .\alpha ^{3}}. On sait que la force de marée du Soleil est environ deux fois plus faible que celle de la Lune. 
Des complications apparurent cependant car la plus haute marée survenait quand le Soleil était à 18,5 degrés de la syzygie, parce que l'orbite de la Lune n'est pas dans le plan de l'écliptique et car cette orbite est excentrique. En prenant tout ceci en compte, Newton convertit ses observations que[style à revoir], « Avant l'embouchure de la rivière Avon, trois milles [environ cinq kilomètres] avant Bristol, la hauteur de la montée de l'eau aux syzygies de printemps et d'automne des luminaires [le Soleil et la Lune] (par les observations de Samuel Sturmy) atteint environ 45 pieds [environ 13,7 mètres], mais  à la quadrature seulement 25 [pieds, soit 7,6 mètres] » en la conclusion que « la masse volumique de la Lune est à la masse volumique de la Terre ce que 4 891 est à 4 000, ou 11 à 9. Par conséquent le corps de la Lune est plus dense et plus terreux que la Terre elle-même ». .

### Citations originales en anglais
1. ↑  « Before the mouth of the river Avon, three miles below Bristol, the height of the ascent of the waterin the vernal and automnal syzygies of the luminaires (by the observations of Samuel Sturmy) amounts to about 45 feet, but in the quadrature to 25 only »
2. ↑  « the density of the moon is to the density of the earth as 4891 is to 4000, or as 11 to 9. Therefore the body of the moon is more dense and more earthy than the earth itself »